# Pałac Druckich-Lubeckich w Bałtowie
Pałac w Bałtowie – pałac rodu Druckich-Lubeckich, znajdujący się w Bałtowie. Wybudował go książę Aleksander w latach 1894–1899, opierając się na stylu klasycystycznym.

## Historia
Obiekt pochodzi z końca XIX wieku. Został wybudowany w latach 1894–1899 przez księcia Aleksandra Druckiego-Lubeckiego. Książę inspirował się budowlami w stylu włoskim, co udało mu się odwzorować. Pałac został zbudowany na planie prostokąta i pierwotnie posiadał trzy piętra, jednak po pożarze w 1913 roku jedno piętro zostało usunięte. Nad wejściem do zabytku widnieje napis: „Boże Ci wszyscy, którzy tu bywają czego nam życzą niechaj sami mają”. W 1951 roku w obiekcie urządzono Technikum Rolnicze, jednak szkoła nie miała wystarczających środków na renowację pałacu, który z dnia na dzień coraz bardziej niszczał. Ostatecznie technikum zostało przeniesione do internatu, wybudowanego w 1974 roku.
Wokół pałacu znajdują się: dwa domy dla robotników z roku 1900, stróżówka z 1914, budynek studni głębinowej z turbiną oraz stacja transformatorowa z 1925. Obiekty te są znacznie lepiej zachowane niż sam pałac. Wokół zabytkowych budynków urządzono park krajobrazowy. Sięga on XVII wieku, a ostatecznie oddany w 1900 roku. Park miał powierzchnię około 10 ha.
 W czasie II wojny światowej Niemcy rozkradli z pałacu wiele cennych przedmiotów. W sierpniu 1944 roku wyrzucili z niego rodzinę Lubeckich i zakwaterowali 300-osobowy batalion. Opuszczony przez rodzinę pałac został splądrowany oraz spłonęła część biblioteki, w której znajdowało się archiwum rodowe. Rok później budynek zajęli sowieccy żołnierze, którzy urządzili sobie tam strzelnicę. Przez kilka miesięcy w 1945 roku w budynku mieścił się posterunek Milicji Obywatelskiej. Na początku lipca 2014 roku obiekt wrócił po 70 latach do prawowitych spadkobierców tego rodu.